# Kurilengraben

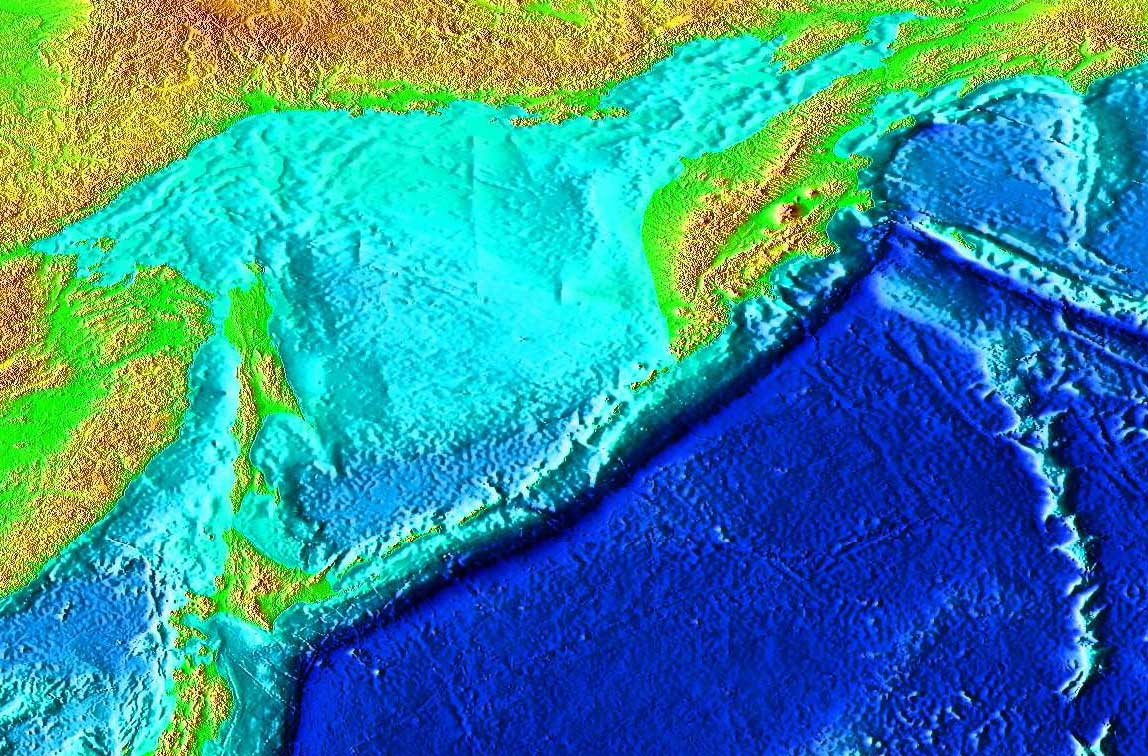
Bathymetrische Karte des Kurilengrabens (dunkelblau)

Der Kurilengraben (auch Kurilen-Kamtschatka-Graben genannt) ist eine 2250 km lange Tiefseerinne im nordwestlichen Teil des Pazifischen Ozeans. Tiefste Stelle ist mit 10.542 m das Witjastief 3. Er befindet sich zwischen den Kurilen im Westen bzw. Nordwesten, Kamtschatka im Norden, den hinter dem Aleutengraben liegenden Kommandeurinseln im Nordosten, dem Nordwestpazifischen Becken im Osten, Südosten und Süden und dem Japangraben sowie der japanischen Insel Hokkaidō im Südwesten. Er liegt etwa zwischen 41 und 56° nördlicher Breite sowie 146 und 167° östlicher Länge.
Der Kurilengraben bildet die Subduktionszone der Pazifischen Platte, die hier unter die Ochotsk-Platte subduziert wird. Er bildet einen Teil der sehr tief eingeschnittenen Nahtstelle zwischen der Pazifischen Platte im Süden und Nordamerikanischer Platte im Norden sowie Ochotskischer Platte im Nordwesten.
Im Kurilengraben kommt der Tiefseefisch Pseudoliparis amblystomopsis vor, der vor der Entdeckung von Pseudoliparis swirei als die am tiefsten vorkommende Fischart galt. Lebende Exemplare wurden in einer Tiefe von 7703 Metern gefilmt.
2016 wurden im Kurilengraben 14 bis 209 Mikroplastikpartikel pro Kilogramm Trockensediment nachgewiesen.